# 沃塞拉-加維縣
4°28′S 143°14′E / 4.467°S 143.233°E
沃塞拉-加維縣（英語：Wosera-Gawi District），是巴布亞新畿內亞東塞皮克省的縣份之一，位於新畿內亞島東部，首府設於沃塞拉，面積9,055平方公里，2011年人口62,030，人口密度每平方公里6.9人。